# Irena Anders
Irena Renata Anders, all'anagrafe Iryna Jarosiewicz (Bruntál, 12 maggio 1920 – Londra, 29 novembre 2010), è stata una cantante e attrice polacca.

## Biografia
Nacque come Iryna Jarosevyč in una famiglia ucraina a Bruntál (oggi in Repubblica Ceca), dove suo padre Mykola Jarosevyč era un cappellano per i soldati greco-cattolici nell'esercito austro-ungarico. Sua madre Olena Jarosevyč (nata Nyžankivs'ka) proveniva da una famiglia ucraina che contava artisti e musicisti di teatro come loro membri, era una sorella nativa del direttore d'orchestra ucraino, compositore Ostap Nižankivs'kyj. Poco prima della caduta dell'impero austro-ungarico e della proclamazione della Repubblica Nazionale dell'Ucraina Occidentale occidentale, la famiglia tornò a casa dove suo padre divenne cappellano dei «Fucilieri Sich» ucraini (українські «Січові стрільці») a Kolomyja e in seguito fu sacerdote nei villaggi di Sapohiv e Bryn vicino a Halyč. Nel 1926 la famiglia si trasferì a Leopoli, dove Iryna andò in un ginnasio greco-cattolico e in una scuola commerciale ucraina. Dal 1929 al 1939 ha studiato anche all'Istituto Superiore di Musica Mykola Lysenko (oggi National Musical Academy M. Lysenko) a Leopoli, nella classe fortepiano del cugino Nestor Nyžankivs'kyj, e successivamente nella classe vocale di Marija Sokil e Lidija Uluchanova. Durante la seconda guerra mondiale ha cantato nella troupe del compositore Henrik Wars e più avanti nella "Polska Parada" presso le truppe polacche sul fronte italiano, comandato dal generale Władysław Anders e nelle cui file c'era anche il regista Michał Waszyński, insieme al quale girerà due pellicole con il nome d'arte suo più conosciuto, Renata Bogdańska: La grande strada - L'odissea di Montecassino nel 1946 e, in Italia, Lo sconosciuto di San Marino nel 1947, dove è praticamente se stessa. Fu una delle prime cantanti a incidere la Czerwone maki na Monte Cassino, il più conosciuto canto militare polacco del conflitto.

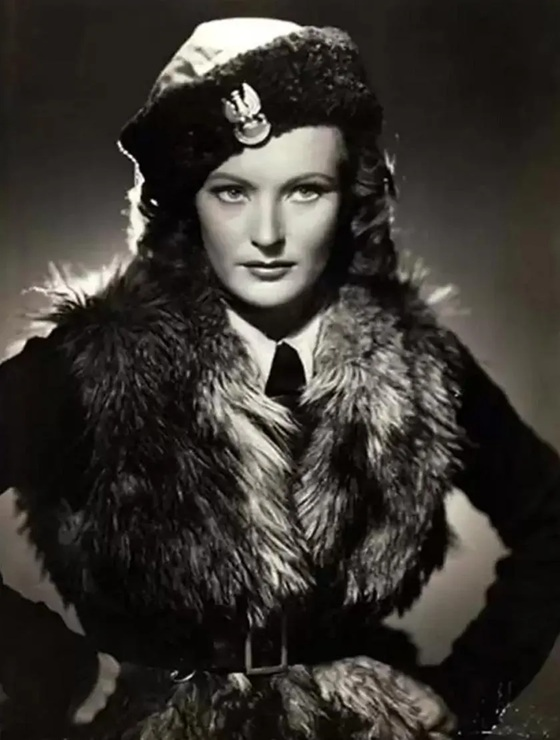
Irena Anders nel 1940

Dopo la guerra si trasferisce a Londra. Sposata una prima volta con il cantante e attore polacco Gwidon Alfred Gottlieb, meglio conosciuto con il nome d'arte Guido Lorraine, si sposa una seconda volta nel 1948 col generale Władysław Anders, del quale rimarrà vedova nel 1970. Nel 2003 venne realizzato un documentario su di lei. Il 12 maggio 2007, a Montecassino, il Presidente polacco Lech Kaczyński le conferisce l'onorificenza dell'Ordine della Polonia restituta "per aver contribuito in maniera eccezionale all'indipendenza della Repubblica, per la comunità polacca e le attività sociali". Muore all'età di 90 anni nella capitale britannica per arresto cardiaco.
Con il secondo marito ebbe una figlia, Anna Maria (nata nel 1950), che è ora politica, attivista e diplomatica polacca, continuando la missione dei genitori.

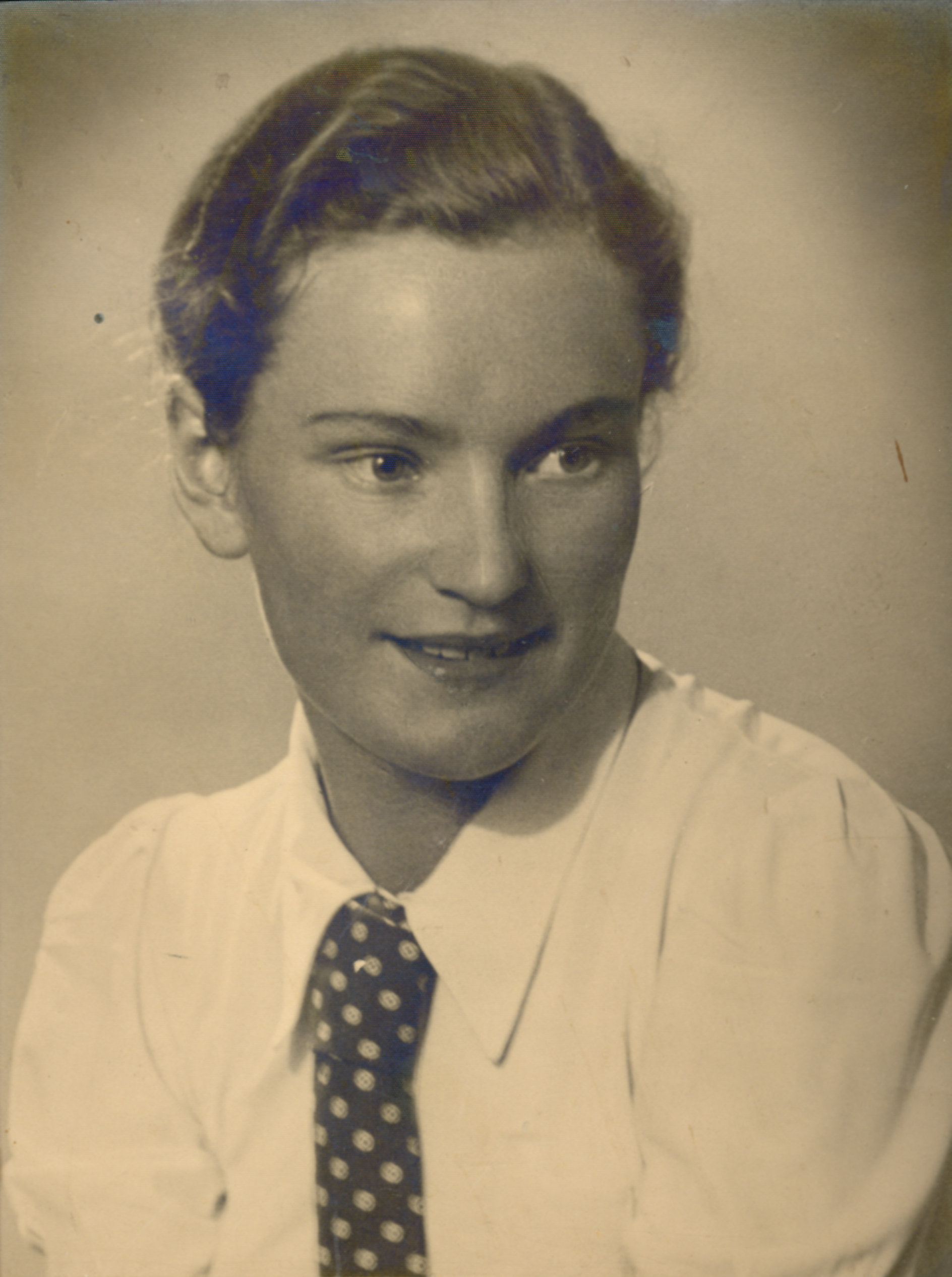
Irena Anders negli anni '30

## Discografia

### Dischi a 78 giri
- Ludzie mówią / Słońce nad Paryżem (Polonia, Cat. 180 Op. 233A/234A)
- Uśmiech Wilna / Wróć (Polonia, Cat. 181 Op. 235/236 Fs. 723/724)
- Czarny kot / Nad jeziorem (Polonia, Cat. 207 Op. 287/290)
- Dlaczegoś spójrzałeś na mnie / Siano (Polonia, Cat. 208 Op. 288/289)
- Dziękuję ci / Serce i wino (Polonia, Cat. 209 Op. 291/293)
- Umowiłem się z nią na dziewiątą / Que sera, sera (Polonia, Cat. 210 Op. 292/294)
- Pod dachami Paryża / Bezsenna noc (Polonia, Cat. 211 Op. 295/297)
- Violetera / Walc księżycowy (Polonia, Cat. 212 Op. 296/298)

### Dischi a 33 giri
- Renata Bogdańska śpiewa kujawiaki Ref-Rena i inne piosenki: Melodia Records Co. (Chicago) LPM-1010 (mono) or SLPM-1010 (stereo)
- Do słuchu i tańca: Melodia Records Co. (Chicago) LPM-1012 (mono) or SLPM-1012 (stereo)
- Renata Bogdańska śpiewa piosenki romantyczne (Renata Bogdańska canta canzoni romantiche): Melodia Records Co. (Chicago) SLPM-1022
- Renata Bogdańska śpiewa piosenki sentymentalne (Renata Bogdańska canta canzoni sentimentali): Melodia Records Co. (Chicago) SLPM-1024
- Moja córka i inne przeboje (Moja Corka e altri successi): Melodia Records Co. (Chicago) LPM-1028

### CD
- (2010) Nagrania Orbis Polonia Londyn: Renata Bogdańska (Registrazioni della Orbis Polonia di Londra: Renata Bogdańska), Teddy Records TR CD 1014